# Marid Mutalimov
Marid Kamilijevič Mutalimov (* 22. února 1980 Machačkala) je bývalý ruský zápasník–volnostylař kumycké národnosti, olympijský medailista z roku 2008, který od roku 2003 reprezentoval Kazachstán.

## Sportovní kariéra
Jako jeden z mála dagestánských zápasníku měl v cizím (kazašském) pase uvedeno správně místo narození Machačkala. Pochází z jedné původních machačkalských osad Tarki, obývané výhradně
kumyky. Zápasení se věnoval od 13 let pod vedením Zajnala Salautdinova. V roce 2002 ho oslovil reprezentační trenér Kazachstánu Amandžol Bugybajev s nabídkou na reprezentaci, kterou přijal. Vrcholově se připravoval v Aktau pod vedením Magomeda Kuruglijeva. V roce 2003 se šestým místem na mistrovství světa v New Yorku kvalifikoval na olympijské hry v Athénách v roce 2004. Ze čtyřčlenné základní skupiny postoupil z prvního místa přímo do semifinále, ve kterém prohrál 1:4 na technické body s Íráncem Alírezou Rezáím. V souboji o třetí místo prohrál s Turkem Aydınem Polatçı 1:3 na technické a obsadil 4. místo.
V roce 2008 se z první světové olympijské kvalifikace v švýcarském Martigny kvalifikoval na olympijské hry v Pekingu. Ve čtvrtfinále vrátil Turku Aydınu Polatçımu čtyřletou olympijskou prohru v poměru 2:1 na sety. V semifinále však jednoznačně nestačil na svého krajana (Kumyka) Bachtyjara Achmedova. V souboji o třetí místo porazil Íránce Fárdina Masúmího 2:0 na sety a získal bronzovou olympijskou medaili. V dalším olympijském období si však nesedl s novým reprezentačním trenérem Altajem Tanabajevem, který se netajil tím, že v kazachstánském reprezentačním týmu preferuje rodilé Kazachstánce. V roce 2012 prohrál nominaci na olympijské hry v Londýně s Dauletem Šabanbajem. Od roku 2013 ho do kazachstánské reprezentace přestali zvát.

## Výsledky
| Turnaj            | 2003 | 2004 | 2005 | 2006 | 2007 | 2008 | 2009 | 2010 | 2011 |  |
| Turnaj            | 23   | 24   | 25   | 26   | 27   | 28   | 29   | 30   | 31   |  |
| Turnaj            | -120 | -120 | -120 | -120 | -120 | -120 | -120 | -120 | -120 |  |
| ----------------- | ---- | ---- | ---- | ---- | ---- | ---- | ---- | ---- | ---- |  |
| Olympijské hry    |      | 4.   |      |      |      | 3.   |      |      |      |  |
| Mistrovství světa | 6.   |      | úč.  | úč.  | úč.  |      | úč.  | 8.   | úč.  |  |
| Asijské hry       |      |      |      | 5.   |      |      |      | —    |      |  |
| Mistrovství Asie  | 3.   | —    | 1.   | 1.   | 2.   | 2.   | 3.   | 1.   | —    |  |